# Canabae

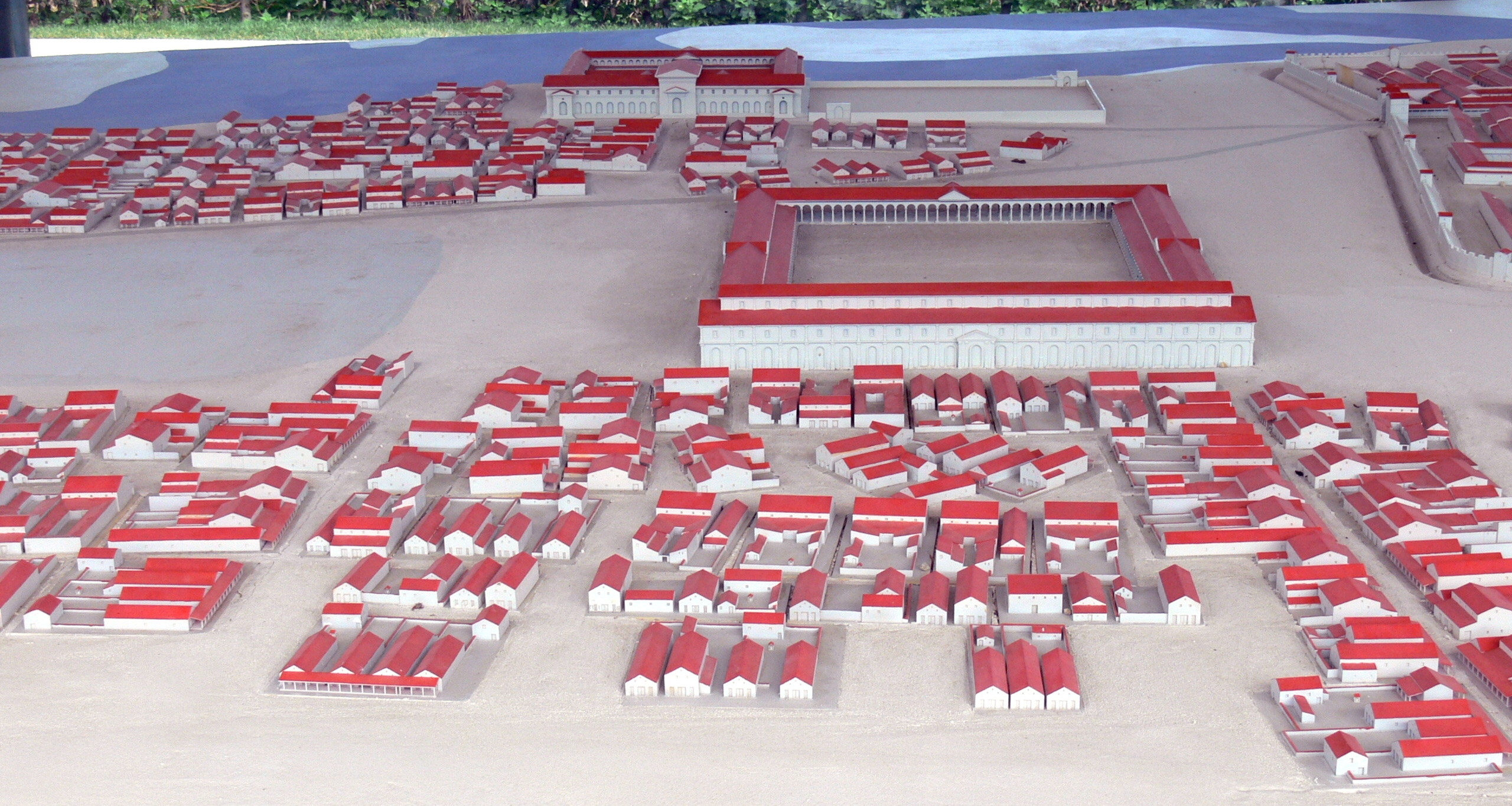
Modell der Lagerstadt von Carnuntum um 210 n. Chr., im Zentrum der Campus Martius, im Hintergrund die Villa des Statthalters, Blick von Süden

Als canabae oder canabae legionis wird das zivile Lagerdorf (vicus) bei römischen Legionslagern bezeichnet.
Sowohl vicus als auch canabae sind antike Begriffe. Die Zuordnung der Bezeichnung vicus zu reinen Zivilsiedlungen und Dörfern bei kleineren Militärlagern und der Bezeichnung canabae zu den Siedlungen bei großen Legionslagern ist jedoch eine nachträgliche neuzeitliche, eher willkürliche Einteilung. Der Begriff canabae wird erstmals in augusteischer Zeit für Siedlungen bei den Lagern in Germanien verwendet. Ursprünglich bezeichneten canabae die Verkaufsbuden von Krämern und Weinhändlern, daraus ergab sich später die Funktion der canabae legionis, die im Laufe der Zeit abkürzend canabae genannt wurden. Das Land in der unmittelbaren Umgebung eines Kastells galt als intra leugam; also im Umkreis einer gallischen leuga = 2,2 km, gelegen. Hier lebten hauptsächlich Geschäftsleute, Händler und Handwerker und die Angehörigen der Soldaten. Sie wurden als consistentes ad legionem oder cives Romani consistentes ad legionem (römische Bürger bei der Legion), oder auch einfach als canabenses (Leute aus der Canabae) bezeichnet.
Intra leugnam bezeichnete eine strategische Schutzzone, das Glacis des Lagers, das eine staatsrechtliche und sakrale Sonderstellung einnahm. Die Benutzung dieses Landstreifens durch die Zivilbevölkerung wurde vom Lagerkommandanten nur unter bestimmten Voraussetzungen gewährt. Zivilisten durften dort zwar Grund und Boden erwerben, die Militärverwaltung hatte jedoch das Recht, dieses Land primär für die Bedürfnisse der Soldaten zu verwenden. Vorwiegend siedelten Menschen der unteren Schichten innerhalb der Leuga. Sie waren der Schnittpunkt zwischen der zivilen Bevölkerung in einer Provinz oder einem besetzten Gebiet und den Legionären, sowohl in wirtschaftlicher als auch in kultureller Hinsicht.
Der rechtliche Status der canabae variierte. Kennzeichen ist ein eigenständiges Gemeinschaftsleben mit eigener Verwaltung aus Magistrat und Beamten. Kleine Ansiedlungen werden auch uicus/vicus genannt. Einige dieser Siedlungen blieben auch nach Abzug der zugehörigen Legion bestehen und konnten sich bis zu einem municipium entwickeln. Ansonsten blieben Canabae und zivile Municipien aber immer territorial und rechtlich streng voneinander getrennt.
Aus dem Begriff canabae entwickelte sich einer Ansicht zufolge unser heutiges Wort für Kneipe.